# Середня єпархія Української православної церкви Канади
Середня єпархія (Центральна єпархія; англ. Central Eparchy) — єпархія Української православної церкви Канади. Охоплює провінції Манітоба, Саскачеван та західну частину провінції Онтаріо. Утворена в 1951 році.
Центр єпархії — Вінніпег, кафедральний собор — собор Пресвятої Трійці.
Ієрархом Середньої єпархії є архієпископ Вінніпезький і Середньої єпархії, який одночасно є митрополитом усієї Канади і предстоятелем УПЦК. Нині цю посаду займає Іларіон (Рудник).
У Саскатуні діє Інститут імені Петра Могили.